# 北濃站
北濃站（日语：／ Hokunō eki */?）是位於岐阜縣郡上市白鳥町步岐島，長良川鐵道的越美南線車站。車站編號是36。
此站原本計劃繼續延伸，連接位於福井縣內的越美北線九頭龍湖站，南北兩線合併為越美線，但因1960年代後，日本國有鐵道財務狀況不佳，延伸計劃因而取消。

## 歷史

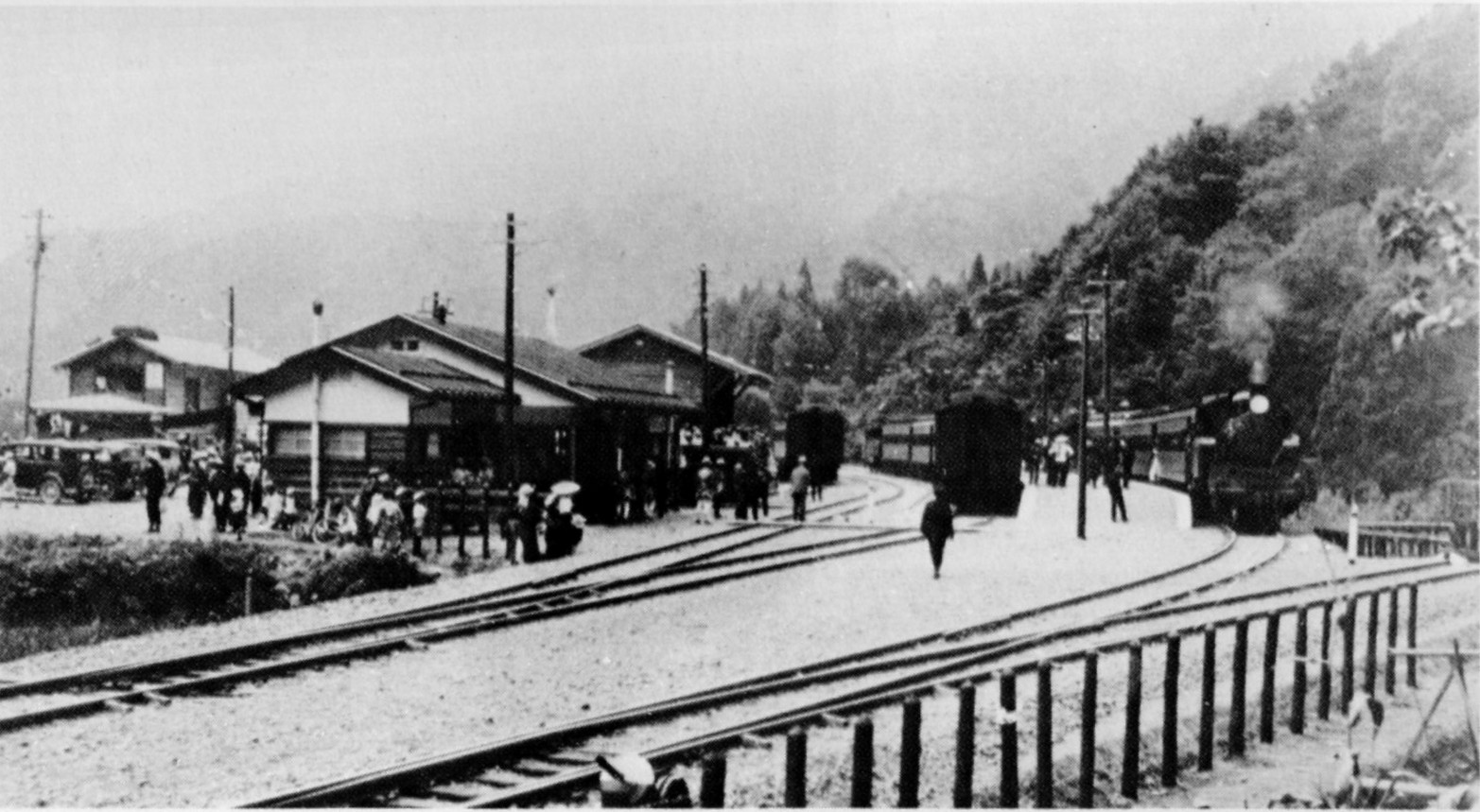
北濃站的越美南線開通臨時列車（1934年8月）

- 1934年（昭和9年）8月16日 - 國有鐵道越美南線 美濃白鳥站至此站之間開通，此站啟用。為旅客和貨物車站。同時，省營自動車「白城線」[1]設置北濃停車場[2]
- 1957年（昭和32年）5月 - 隨著開始建設御母衣水壩，並開始運送物資[3]
- 1958年（昭和33年） - 設置貨物專用月台。
- 1961年（昭和36年） - 隨著開始建設大白川水壩（日语：大白川ダム）和御母衣第二發電站，並開始運送物資[3]
- 1974年（昭和49年）10月1日]- 結束貨物起卸業務[4]。
- 1986年（昭和61年）12月11日 - 國鐵越美南線由長良川鐵道接管，成為長良川鐵道車站[4]。

## 車站構造

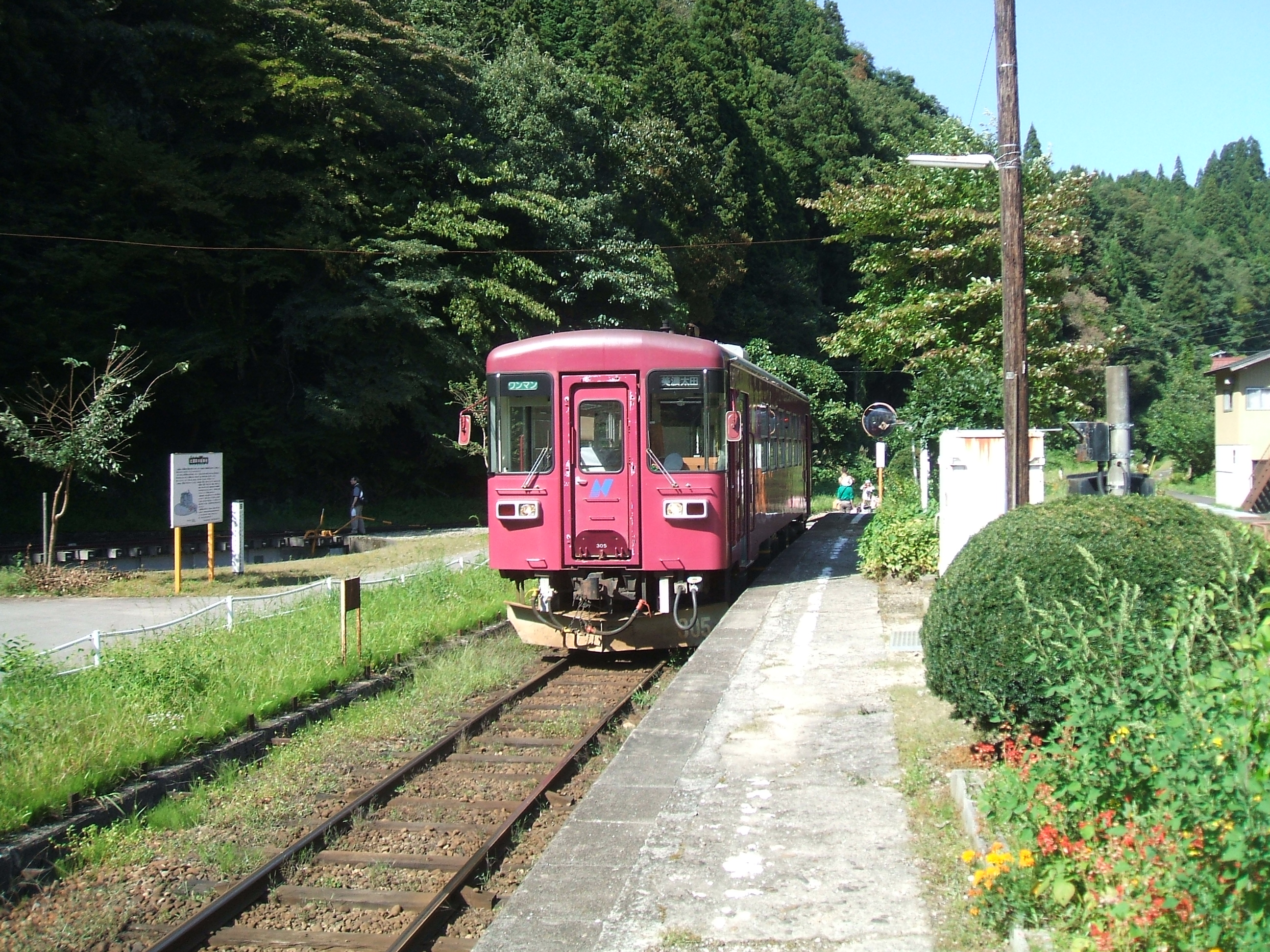
月台（2009年9月）

車站是一座地面車站，設有1面2線島式月台。當中1線沒有使用。此站設有木造車站大樓。
此站是無人車站，沒有夜間停泊列車。
在2019年9月20日，「終着北濃站」開業，該商店只售賣拉麵和定食，不會負責進行車站業務。
此站是越美南線終點站，曾經此站設有蒸氣機車供水設備、貨物列車專用引込線和車站職員當值。

## 轉車盤

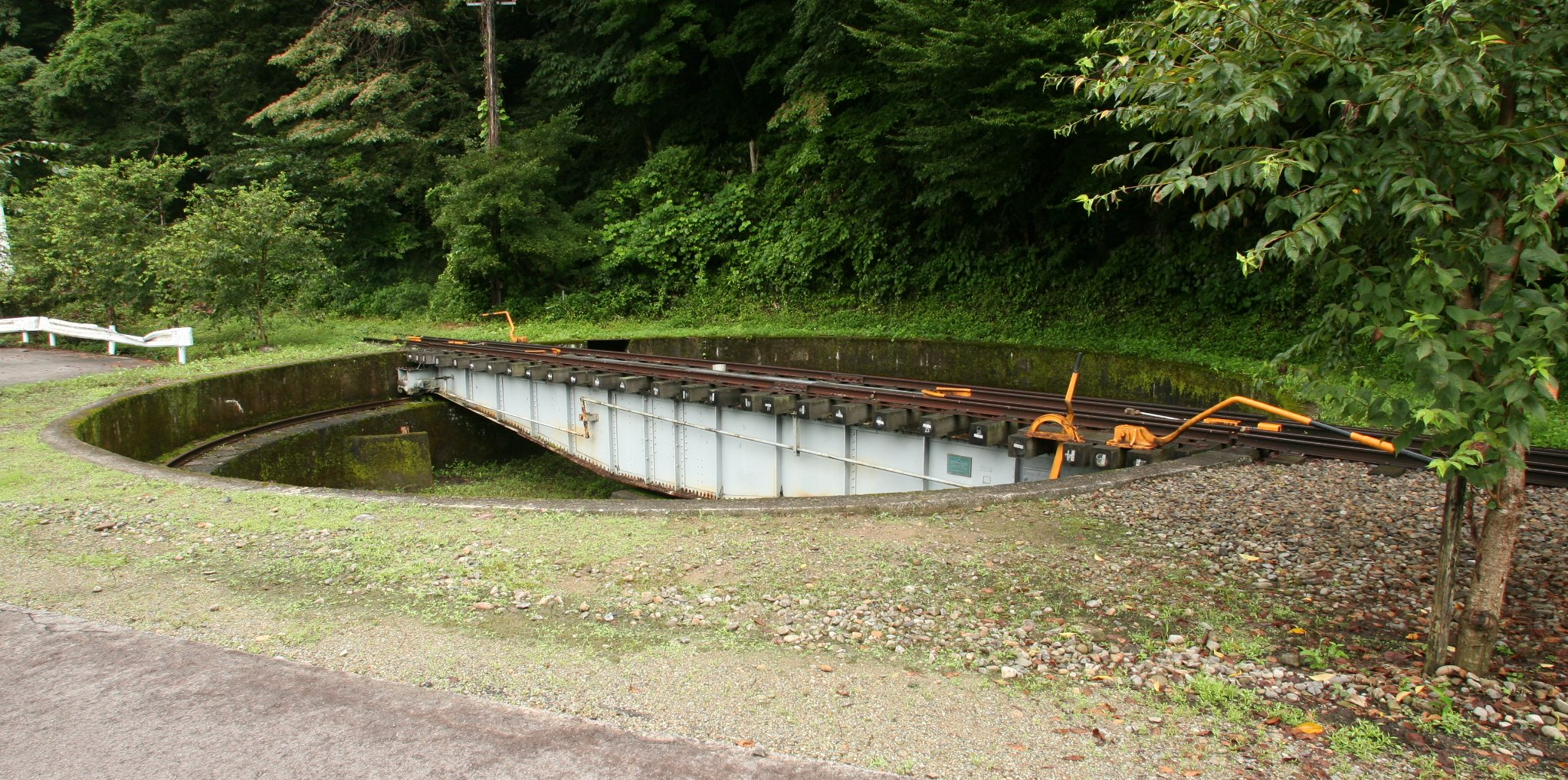
轉車盤

在車站北邊設有讓蒸氣機車轉變行車方向的轉車盤。該轉車盤在蒸氣機車現役時代（1960年代尾前）一直使用。而在長良川鐵道成立後也曾經有一段時間使用。該轉車盤在1902年由美國橋公司建造，當初轉車盤位於岐阜站，後來建設越美南線延伸至此站後，於1934年從岐阜站遷移至此處。轉車盤直徑15.4米。轉車盤為手動式和需要2人才可推動。此轉車盤是繼大井川鐵道的轉車盤（1897年建成）後，為日本古老級轉車盤，被確認為歷史工業和文化遺產。在2002年，當地居民成立了保存會，以確保轉車盤狀態仍然良好。在2005年3月18日，轉車盤成為了國家登錄有形文化財。而在陸運局的文件上，該轉車盤是現役設備。

## 使用狀況
| 年度 | 乘車人次 | 下車人次 | 貨物發送量（公噸） | 貨物到達量（公噸） |
| ---- | -------- | -------- | ------------------ | ------------------ |
| 1934 | 19,469   | 19,940   | 9,166              | 670                |
| 1935 | 20,434   | 21,755   | 14,704             | 2,900              |
|      |          |          |                    |                    |
| 1955 | 106,657  | 80,849   | 14,945             | 8,360              |
| 1956 | 129,214  | 88,986   | 18,020             | 12,293             |
| 1957 | 149,100  | 98,875   | 12,919             | 81,726             |
| 1958 | 160,585  | 94,148   | 12,400             | 69,478             |
| 1959 | 116,572  | 73,216   | 13,280             | 87,324             |
| 1960 | 53,550   | 29,788   | 5,524              | 45,880             |
| 1961 | 70,544   | 51,429   | 902                | 2,782              |
| 1962 | 86,482   | 69,011   | 4,755              | 33,160             |
| 1963 | 79,924   | 59,207   | 4,044              | 63,754             |

以上資料根據《岐阜縣統計書數碼存檔》 （页面存档备份，存于），在1936至1954年之間沒有資訊，在1964年以後沒有公開資料。
| 年度               | 1日平均 乘車人次 | 1日平均 乘車人次 |
| ------------------ | ---------------- | ---------------- |
| 2011年（平成23年） | 24               |                  |
| 2012年（平成24年） | 19               |                  |
| 2013年（平成25年） | 12               |                  |
| 2014年（平成26年） | 21               |                  |
| 2015年（平成27年） | 12               |                  |

## 車站周邊
車站附近是前北濃村（後來為白鳥町，現時為郡上市）中心。
- 長良川
- 國道156號
- 北濃郵局

## 巴士路線
郡上市自主運行巴士（白鳥交通）設有巴士路線前往美濃白鳥站、蛭野高原和石徹白方向。

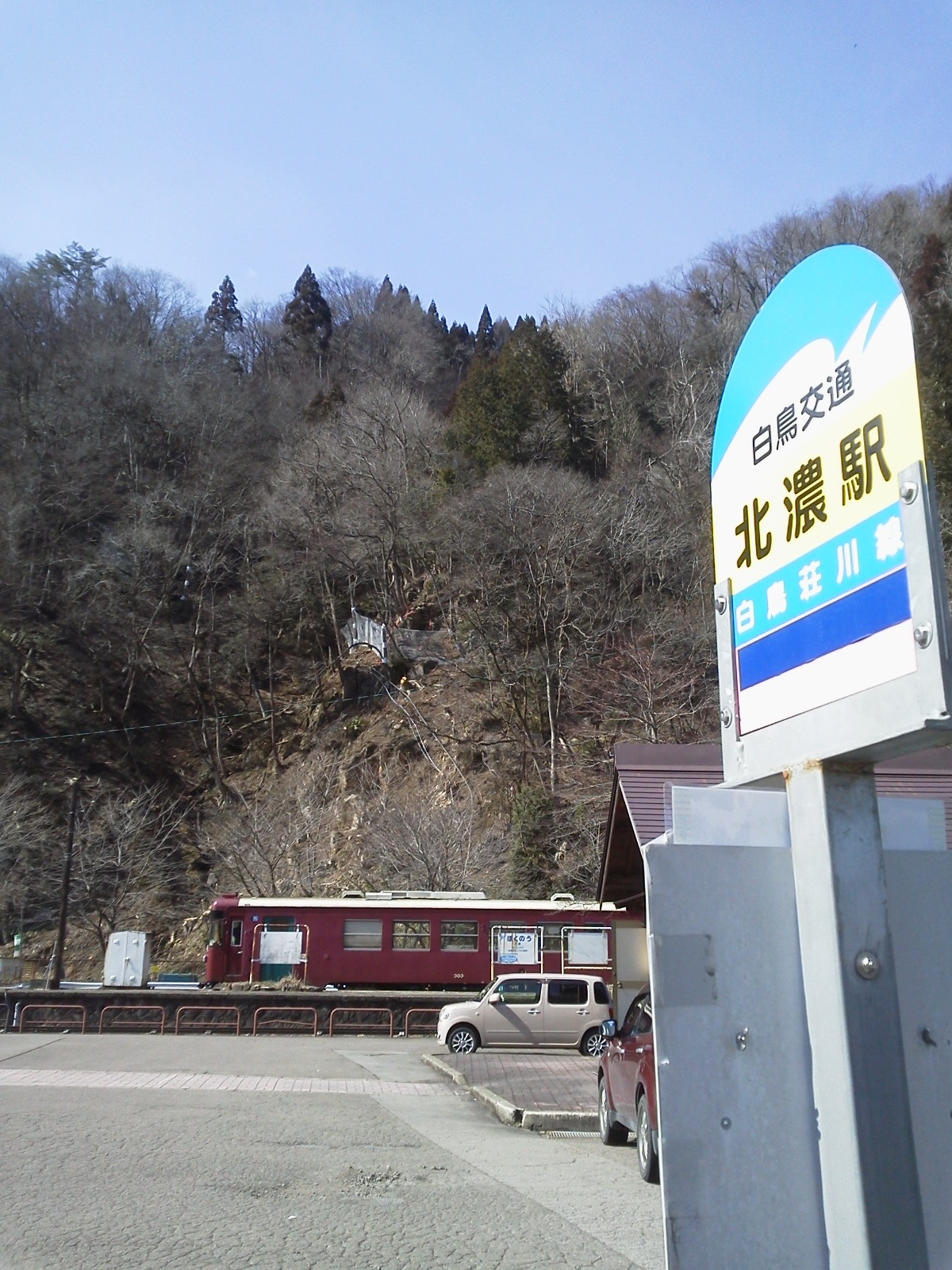
白鳥交通、北濃站巴士站

此站靠近福井縣大野市的縣界。在此站或美濃白鳥站可轉乘郡上市自主運行巴士石徹白線前往「下在所」巴士站，然後向西方步行8公里前往「家族旅行村」巴士站，在該巴士站乘坐大野市營巴士前坂線即可到達JR越美北線九頭龍湖站。

## 相鄰車站
長良川鐵道
越美南線
白山長瀧（36）－北濃（37）

## 注腳
1. ↑  『全国乗合自動車総覧』（國立國會圖書館數碼化收藏）
2. ↑  「鉄道省告示第378号」『官報』1934年8月15日（國立國會圖書館數碼化收藏）
3. 1 2  「Twilight zone」《鐵道雜誌》No.372
4. 1 2  曾根悟（日语：曽根悟）（監修）. 朝日新聞出版分冊百科編集部（編集） , 编. . 週刊朝日百科. 26号 長良川鉄道・明知鉄道・樽見鉄道・三岐鉄道・伊勢鉄道. 朝日新聞出版. 2011-09-18: 11 （日语）.
5. ↑  在《週刊鐵道絶景之旅》No.38 （集英社，2010）提及：「在昭和44（1969）年1月同線（越美南線）無凐化前使用轉車盤。隨後轉車盤一直在暫停使用的狀態」（20頁，德田耕一撰寫）。相對於《全線全站鐵道之旅》6 《中央・上信越JR私鐵2200公里》（小學館，1991）中提及長良川鐵道的部分：「大部分鐵路巴士（Railbus）會到達此站後前往轉車盤改變列車前進方向。這是為了避免車輪和軌道不均勻地磨損的措施」（201頁，松尾定行撰寫）。在轉車盤旁設有資訊牌（由「郡上市白鳥町觀光協會」和「北濃站之轉車盤保存會」建立），當中提出該轉車盤在長良川鐵道時代仍然使用。
6. ↑  . 東洋経済オンライン. 2016-01-10  [2019-08-28]. （原始内容存档于2019-08-28） （日语）.

## 外部連結
- 北濃站｜【官方網站】長良川鐵道株式會社 （页面存档备份，存于）（日語）